# Ludwig Marcuse
Pour les articles homonymes, voir Marcuse.
Ludwig Marcuse, né le 8 février 1894 à Berlin et mort le 2 août 1971 à Bad Wiessee, est un philosophe et écrivain germano-américain.

## Biographie
Issu de la grande bourgeoisie juive, après son abitur en 1913, il entame des études de philosophie dans sa ville natale. Il va ensuite à Fribourg-en-Brisgau pour étudier la littérature. En 1917, il obtient un doctorat auprès d'Ernst Troeltsch pour un travail sur Friedrich Nietzsche.
Nietzsche sera le centre de son œuvre, il le défendra alors que sa pensée sera déformée par un effet de mode (notamment par les nazis), et lors de son séjour aux États-Unis.
Après avoir été brièvement l'assistant de Troeltsch, Marcuse devient écrivain indépendant et critique de théâtre à Berlin, Kœnigsberg et Francfort. Après l'arrivée au pouvoir des nazis en 1933, il est forcé à cause de son origine juive, de quitter l'Allemagne. Comme d'autres intellectuels, il s'installe à Sanary-sur-Mer. Mais en 1939, il parvient, après un séjour de six mois en Union soviétique, à gagner les États-Unis. Il obtient un poste de professeur à l'université de Californie du Sud à Los Angeles, où il enseigne la littérature et la philosophie allemande. Il écrit aussi sous le pseudonyme de Heinz Raabe.
Après avoir été déchu de la nationalité allemande en 1937 (son œuvre fut interdite en 1933), il acquiert en 1944 la citoyenneté américaine. Sa sœur cadette Edith est déportée depuis Berlin-Charlottenburg, elle meurt le 8 mai 1945 à l'âge de 48 ans. Elle lui a envoyé des lettres décrivant la situation quotidienne des Juifs vivant à Berlin en 1941. Edith vivait avec sa mère dans une petite pension jusqu'à ce qu'un portier les dénonce. La mère meurt en 1942 à l'âge de 78 ans d'une insuffisance cardiaque.
Après la fin de la Seconde Guerre mondiale, Marcuse revient temporairement en Allemagne. Il s'installe définitivement à Bad Wiessee lorsqu'il a 60 ans.
Le « grand éclaireur mal récompensé des Allemands » selon Hans Heinz Hahnl (de) écrit en plus de ses livres de nombreuses critiques de théâtre, des critiques et commentaires sur l'actualité. À la fin des années 1960, il participe à une émission pour la Bayerischer Rundfunk.
Dans son œuvre littéraire, il s'intéresse principalement aux écrivains du XIXe siècle ainsi qu'aux expressionnistes du XXe siècle. Il publie ainsi sur Ludwig Börne, Heinrich Heine, August Strindberg ou Georg Büchner. Il publie également deux autobiographies. Sa philosophie individualiste est résumée dans le livre de Hans Heinz Hahnl (de) Glück und Skepsis – Ludwig Marcuses Philosophie des Humanismus ("Le bonheur et le scepticisme - la philosophie de l'humanisme par Ludwig Marcuse").

## Œuvre
- Die Individualität als Wert und die Philosophie Friedrich Nietzsches. Thèse de doctorat. Référents: Ernst Troeltsch et Alois Riehl. Berlin 1917
- Strindberg. Das Leben der tragischen Seele. Franz Schneider, Berlin/Leipzig 1920
- Gerhart Hauptmann und sein Werk (responsable d'édition). Franz Schneider, Berlin/Leipzig 1922
- Die Welt der Tragödie. 12 portraits: Shakespeare, Schiller, Kleist, Büchner, Grabbe, Hebbel, Ibsen, Hauptmann, Schnitzler, Wedekind, Shaw et Kaiser, Franz Schneider, Berlin/Leipzig 1923
- Weltliteratur der Gegenwart: Deutschland (responsable d'édition). 2 Bände, Franz Schneider, Berlin/Leipzig 1924
- Literaturgeschichte der Gegenwart (coresponsable d'édition). 2 Bände, Franz Schneider, Berlin/Leipzig 1925
- Revolutionär und Patriot. Das Leben Ludwig Börnes. Paul List, Leipzig 1929
- Heinrich Heine. Ein Leben zwischen Gestern und Morgen. Ernst Rowohlt, Berlin 1932
- Ignatius von Loyola. Querido, Amsterdam 1935
- Die Philosophie des Glücks. Von Hiob bis Freud. Europa, Wien/Zürich 1949
- Der Philosoph und der Diktator. Plato und Dionys. Édition anglaise originale: New York 1947. Lothar Blanvalet, Berlin 1950
- Pessimismus. Ein Stadium der Reife. Rowohlt, Hambourg 1953
- Sigmund Freud. Sein Bild vom Menschen. Rowohlt (rde 14), Hambourg 1956
- Amerikanisches Philosophieren. Pragmatisten, Polytheisten, Tragiker. Rowohlt (rde 86), Hambourg 1959
- Heinrich Heine in Selbstzeugnissen und Bilddokumenten. Rowohlt (rm 41), Reinbek bei Hambourg 1960
- Mein zwanzigstes Jahrhundert. Auf dem Weg zu einer Autobiographie. Paul List, Munich 1960
- Obszön. Geschichte einer Entrüstung. Paul List, Munich 1962
- Das denkwürdige Leben des Richard Wagner. Szczesny, Munich 1963
- Aus den Papieren eines bejahrten Philosophie-Studenten. Paul List, Munich 1964
- Argumente und Rezepte. Ein Wörter-Buch für Zeitgenossen. Szczesny, Munich 1967
- War ich ein Nazi? Politik – Anfechtung des Gewissens. Avec des contributions de Joachim Günther, Hans Egon Holthusen, Hans Hellmut Kirst, Rudolf Krämer-Badoni, Alexander Lernet-Holenia, Jens Rehn, Heinz Winfried Sabais, Hermann Stahl, Wolfgang Weyrauch. Plus un guide de lecture de Ludwig Marcuse (comme responsable d'édition). Rütten + Loening, Munich 1968
- Nachruf auf Ludwig Marcuse. Paul List, Munich 1969
- Briefe von und an Ludwig Marcuse. Diogenes, Zürich 1975
- Ein Panorama europäischen Geistes. Texte aus drei Jahrtausenden (comme responsable d'édition). 3 Bände, Diogenes, Zürich 1975
- Essays, Porträts, Polemiken. Diogenes, Zürich 1979
- Das Märchen von der Sicherheit. Diogenes, Zürich 1981
- Wie alt kann Aktuelles sein? Literarische Porträts und Kritiken. Diogenes, Zürich 1989.

Publications en français
- Ignace de Loyola : 1491-1556, trad. de l'allemand par Pierre Degon, coll. Bibliothèque historique, Payot, 1936.
- La philosophie américaine, trad. de l'allemand par Danielle Bohler, coll. Idées, Gallimard, 1967.